# Brad Manguelle
Brad Ryan Manguelle (27 november 2007) is een Belgisch voetballer die onder contract ligt bij KRC Genk. Manguelle speelt op de positie van centrale verdediger.

## Clubcarrière
Manguelle ruilde in 2019 de jeugdopleiding van KV Woluwe-Zaventem voor die van KRC Genk. In het seizoen 2022/23 nam hij op veertienjarige leeftijd deel aan de UEFA Youth League met Genk. In december 2022 ondertekende hij zijn eerste overeenkomst bij Genk.
Op 13 augustus 2023 maakte hij zijn officiële debuut bij Jong Genk, het beloftenelftal van Genk in Eerste klasse B: op de openingsspeeldag werd hij door coach Jelle Coen in de basis gedropt tegen SK Beveren. Net voor de rust pakte hij een rode kaart nadat hij de doorgebroken Gabriel Kyeremateng had neergehaald.
Nadat Manguelle in het seizoen 2023/24 lang een vaste basisspeler was gewest in het centrum van de defensie van Jong Genk, maakte de club op 30 mei 2024 bekend dat zijn contract verlengd werd tot medio 2027. Vanaf de voorbereiding van het seizoen 2024/25 werd Manguelle ook opgenomen in de A-kern van Genk.

## Clubstatistieken
| Seizoen         | Club            | Land            | Competitie      | Competitie | Competitie | Beker | Beker | Supercup | Supercup | Europees | Europees | Totaal | Totaal |
| Seizoen         | Club            | Land            | Competitie      | Wed.       | Dlp.       | Wed.  | Dlp.  | Wed.     | Dlp.     | Wed.     | Dlp.     | Wed.   | Dlp.   |
| --------------- | --------------- | --------------- | --------------- | ---------- | ---------- | ----- | ----- | -------- | -------- | -------- | -------- | ------ | ------ |
| 2023/24         | Jong Genk       | Vlag van België | Eerste klasse B | 20         | 0          | —     | —     | —        | —        | —        | —        | 20     | 0      |
| 2024/25         | Jong Genk       | Vlag van België | Eerste klasse B | 18         | 1          | —     | —     | —        | —        | —        | —        | 18     | 1      |
| 2025/26         | Jong Genk       | Vlag van België | Eerste klasse B | 1          | 0          | —     | —     | —        | —        | —        | —        | 1      | 0      |
| Carrière totaal | Carrière totaal | Carrière totaal | Carrière totaal | 39         | 1          | 0     | 0     | 0        | 0        | 0        | 0        | 39     | 1      |

Bijgewerkt op 18 augustus 2025.
2 Pierre ·
22 Manguelle ·
28 Brughmans  ·
50 Victory ·
52 Da Costa ·
53 Mocsnik ·
54 Onstein ·
55 Yoshinaga · 
56 De Wannemacker ·
57 Murenzi ·
58 Wamu · 
60 Lazar ·
61 Van Laere ·
62 Cauwel ·
63 Henry ·
65 Akpan ·
66 Coenen ·
67 Camara ·
68 Rabhi ·
70 Decresson ·
71 Stevens ·
72 Barry ·
73 Mbavu ·
74 Alvarez ·
76 Driessen ·
78 Lukanic ·
79 Nzoko ·
80 Touré ·
82 Vliegen ·
84 Sarfo ·
86 Haroun · 
87 Yasuda · 
89 Kim ·
Coach: Van Rumst
1 Van Crombrugge ·
3 Mujaid ·
6 Smets ·
7 Steuckers ·
8 Heynen  ·
9 Oh ·
10 Ito ·
11 Oyen ·
14 Sor ·
17 Hrošovský ·
18 Kayembe ·
19 Medina ·
20 Karetsas ·
21 Bangoura ·
22 Manguelle ·
23 Bibout ·
24 Sattlberger ·
26 Lawal ·
27 Nkuba ·
28 Brughmans ·
29 Mirisola ·
30 Ayumu ·
32 Adedeji-Sternberg ·
34 Palacios ·
38 Heymans ·
44 Kongolo ·
71 Stevens ·
77 El Ouahdi ·
99 Tolu ·
Coach: Fink